# Las Vegas Bowl 2015
Match précédent Match suivant
Le Las Vegas Bowl 2015 est un match de football américain de niveau universitaire joué après la saison régulière de 2015, le 19 décembre au Sam Boyd Stadium à Whitney au Nevada.
Il s'agissait de la 24e édition du Las Vegas Bowl.
Le match a mis en présence les équipes de BYU issue des Indépendants et de #22 UTAH issue de la Pacific-12 Conference.
Il a débuté à 12:30 p.m. PST (heure locale) et a été retransmis en télévision sur ABC.
Sponsorisé par la société Royal Purple (fabricant d'huile moteur), le match fut officiellement dénommé le Royal Purple Las Vegas Bowl.

## Présentation du match
Le match a mis en présence les équipes des Cougars de BYU issus de la conférence regroupant les équipes Indépendants et des #22 Utes de l'Utah issus de la conférence Pacific-12.
Il s'agit de la 96e rencontre entre ces deux équipes et d'une rivalité connue sous l'appellation Holy War. Le match met en présence deux équipes mormones dans la cité du vice (Sin City). Pour la première fois depuis 1945, ce Rivalry Game ne devait pas avoir lieu cette saison.
Utah présentait les meilleures statistiques : 57 victoires - 34 défaites - 4 nuls. La dernière rencontre s'était déroulée en 2013 à Provo, Utah remportant le match sur le score de 20 à 13. Quatre des cinq derniers matchs s'étaient conclus avec moins d’un TD d’écart.
Les Utes n’avaient inscrit qu’un total de 29 points lors de leurs deux derniers matchs et ils ont dû jouer le Las Vegas Bowl sans leur running back vedette, Devontae Booker (blessure au genou), mettant encore un peu plus de pression sur leur backup RB Joe Williams (386 yards, 1 TD en 2015) et sur le senior QB Travis Wilson (2 022 yards, 13 TDs, 10 INTs et 468 yards, 6 TDs en 2015).
Un succès des Cougars de BYU passait par une bonne performance de QB Tanner Mangum (3 062 yards à la passe, 21 TDs, 7 INTs) face à l’une des défenses les plus opportunistes (29 turnovers) et solides (5,2 yards par jeu) du pays.
En plus de désigner le gagnant du Las Vegas bowl, le présent match a désigné le gagnant 2015 du trophée Beehive Boot, récompensant la meilleure équipe de l'état d'Utah.
#22 Utah était donnée favorite par les bookmakers à 2 contre 1.
L'arbitre principal était Mark Kluczynski (issu de la MAC).

### Cougars de BYU
Avec un bilan global en saison régulière de 9 victoires et 3 défaites, BYU est éligible et accepte l'invitation pour participer au Las Vegas Bowl de 2015.
Ils ne sont pas classés à l'issue de la saison régulière au ranking CFP.
Ils terminent 2e de la conférence regroupant les équipes Indépendantes derrière les Fighting Irish de Notre Dame.
Il s'agit de leur 6e participation au Las Vegas Bowl (l'équipe en détient le record de participation avec une présence ininterrompue entre 2005 et 2009). L'équipe en est à 3 victoires pour 2 défaites.
Il s'agira du dernier match de l'entraineur Bronco Mendenhall à la tête de l'équipe lequel entraine à partir du 4 décembre 2015 l'équipe des Cavaliers de la Virginie. Il en va de même pour les assistants entraineurs qui le suivront, Robert Anae, Garett Tujague, Mark Atuaia, Jason Beck, Nick Howell, et Kelly Poppinga.

### #22 Utes de l'Utah
Avec un bilan global en saison régulière de 9 victoires et 3 défaites, #22 Utah est éligible et accepte l'invitation pour participer au Las Vegas Bowl de 2015.
Ils sont classés à l'issue de la saison régulière #22 au classement CFP et #20 aux classements AP et Coaches' poll.
Ils terminent 2e de la Division Sud de la Pacific-12 Conference derrière USC, avec un bilan de 6 victoires et 3 défaites.
Ils ont gagné le Las Vegas Bowl 2014 en battant Colorado State sur le score de 45 à 10.
Il s'agit de leur 5e participation au bowl, y présentant un bilan de 3 victoires pour 1 défaite avant le présent match.
L'équipe est entrainée par coach Kyle Whittingham.

## Résumé du match
Ciel clair et ensoleillé, température de 12 °C, vent d'est-sud-est de 5 km/h.
| ÉVOLUTION DU SCORE du LAS VEGAS BOWL 2015 |                              |                              |                              |                              |                              | |          |       |
| QT                                        | Temps                        | Drive                        | Drive                        | Drive                        | Équipe                       | Description de l'action | Score    | Score |
|                                           |                              | Jeux                         | Yards                        | TDP                          |                              | | #22 UTAH | BYU   |
| 1                                         | 10:59                        | 6                            | 25                           | 03:18                        | UTAH                         | TD à la suite d'une course d'1 yards par RB Williams, Joe + 1 point de conversion par kicker Phillips, Andy                                     | 7        | 0     |
| 1                                         | 10:42                        | -                            | -                            | -                            | UTAH                         | TD de 28 yards à la suite d'un retour d'interception par S Carter, Tevin + 1 point de conversion par kicker Phillips, Andy                      | 14       | 0     |
| 1                                         | 09:01                        | 1                            | 1                            | 00:05                        | UTAH                         | TD à la suite d'une course d'1 yards par RB Williams, Joe + 1 point de conversion par kicker Phillips, Andy                                     | 21       | 0     |
| 1                                         | 07:29                        | -                            | -                            | -                            | UTAH                         | TD de 46 yards à la suite d'un retour d'interception par CB Hatfield, Dom. + 1 point de conversion par kicker Phillips, Andy                    | 28       | 0     |
| 1                                         | 04:38                        | 5                            | 39                           | 02:06                        | UTAH                         | TD à la suite d'une course de 20 yards par QB Wilson, Travis + 1 point de conversion par kicker Phillips, Andy                                  | 35       | 0     |
| 2                                         | 00:36                        | 13                           | 97                           | 04:16                        | BYU                          | TD de 3 yards par TE Peck, Remington à la suite d'une réception de passe de QB Mangum, Tanner + 1 point de conversion par kicker Samson, Trevor | 35       | 7     |
| 3                                         | 10:02                        | 12                           | 72                           | 03:44                        | BYU                          | TD à la suite d'une course de 10 yards par RB Bernard, Francis + 1 point de conversion par kicker Samson, Trevor                                | 35       | 14    |
| 4                                         | 10:33                        | 10                           | 65                           | 03:22                        | BYU                          | TD de 4 yards par WR Kurtz, Nick à la suite d'une réception de passe de QB Mangnum, Tanner + 1 point de conversion par kicker Samson, Trevor    | 35       | 21    |
| 4                                         | 03:23                        | 7                            | 60                           | 01:37                        | BYU                          | TD à la suite d'une course de 4 yards par QB Mangnum, Tanner + 1 point de conversion par kicker Samson, Trevor                                  | 35       | 28    |
| "TDP" = temps de possession.              | "TDP" = temps de possession. | "TDP" = temps de possession. | "TDP" = temps de possession. | "TDP" = temps de possession. | "TDP" = temps de possession. | "TDP" = temps de possession. | 35       | 28    |

## Statistiques[6]
| Statistiques par Équipes               | Statistiques par Équipes | Statistiques par Équipes |
| Statistiques                           | #22 UTAH                 | BYU                      |
| -------------------------------------- | ------------------------ | ------------------------ |
| 1er downs                              | 14                       | 21                       |
| Conversion de 3e Down                  | 5/15                     | 8/17                     |
| Conversion de 4e Down                  | 2/4                      | 2/2                      |
| Jeux–yards                             | 63 jeux pour 197         | 81 jeux pour 386         |
| Yards à la course                      | 126                      | 71                       |
| Yards à la passe                       | 71                       | 315                      |
| Passes : Réussies-Tentées-Interceptées | 9/16, 0 Int.             | 25/56, 3 Int.            |
| Réussite en zone rouge/chances         | 3/3                      | 4/4                      |
| TD                                     | 5                        | 4                        |
| Field Goals                            | 0                        | 0                        |
| Sacks réussis (Nombre)                 | 4                        | 3                        |
| Fumbles (Nombre/Perdus)                | 0/0                      | 2/2                      |
| Pénalités (Nombre/Yards perdus)        | 7/76 yards perdus        | 6/54 yards perdus        |
| Temps de possession                    | 33:08                    | 26:52                    |

| Meilleur Joueur (MVP) | Meilleur Joueur (MVP) | Meilleur Joueur (MVP) |
| --------------------- | --------------------- | --------------------- |
| Nom                   | Équipe                | Poste                 |
| Tevin Carter          | #22 Utah              | DB                    |

| Statistiques Individuelles | Statistiques Individuelles | Statistiques Individuelles        |
| -------------------------- | -------------------------- | --------------------------------- |
| Quaterbacks                |                            |                                   |
| #22 UTAH                   | Wilson, Travis             | 9/16, 71 yards, 0 TD, 0 INT       |
| BYU                        | Mangum, Tanner             | 25/56, 315 yards, 2 TDs, 3 INTs   |
| Meilleurs Coureurs         |                            |                                   |
| #22 UTAH                   | Williams, Joe              | 25 courses pour 91 yards et 2 TDs |
| BYU                        | Bernard, Francis           | 7courses pour 58 yards et 1 TD    |
| Meilleurs Receveurs        |                            |                                   |
| #22 UTAH                   | Williams, Joe              | 2 réceptions pour 22 yards (0 TD) |
| BYU                        | Houk, Terenn               | 6 réceptions pour 68 yards (0 TD) |
| Meilleurs Tackleurs        |                            |                                   |
| #22 UTAH                   | Paul, Gionni               | 7 tackles en solo et 2 assistes   |
| BYU                        | Kaufusi, Bronson           | 7 tackles en solo et 1 assiste    |